# マルイチ (宮崎県)
株式会社マルイチは、宮崎県日向市に本社を置くスーパーマーケット。AJS（オール日本スーパーマーケット協会）グループ加盟している。また、JSA（日本スーパーマーケット協会）に参画している。

## 概要
創業者の高木一男が、太平洋戦争終戦後に日向市細島地区の株式会社江川商店に若番頭として勤務したが、1950年より、宮崎県椎葉村にて、日本初の大規模アーチダム「上椎葉ダム」の建設が始まったことから、椎葉村でのダム建設要員の野菜などの食材が不足し、これらを送り届ける事業を「髙木商店（現：マルイチ）」スタートさせた。同じく1951年ごろから、一男の妻の高木美津子は自宅の軒先にて近所の日向市立日知屋小学校・日向市立富島中学校の通学路であったため、生徒向けに文具・学用品販売を始める。美津子は近所でも有名な料理上手であったため、お惣菜の販売を嘱望され、文具学用品と共に手作りのお惣菜も主婦向けに販売を開始した。
1955年の上椎葉ダムの完成後も一男は椎葉村などのエリアへの野菜などの卸売販売を続けていたが、夜間帰社中に車ごとダムへ転落し、自身も大怪我を負った。一男の治療中にも野菜の配達は必要であったため、大学へ進学予定の長男の高木亮輔が進学を断念し、家業を継ぐこととになった。
1957年に事故の治療中の一男が、新聞などでスーパーマーケットといわれる新しい小売業のスタイルが日本各地で成功していることを知り、高木商店をスーパーマーケットに業態転換することを決める。1957年に開店した「主婦の店 髙木商店」は、いわゆるグロサリーストアであり、生鮮食料品は野菜果物の青果物、そしてお惣菜を販売しながら、基礎調味料と文房具を販売するスタイルであった。
1962年宮崎県日向市江良町に食料品小売業マルイチストアを開店。青果の卸売販売を併合する。
1967年株式会社マルイチ現本店所在地住所に新店舗を建築し、江良店として発足。

## 沿革
- 1951年 - 文具・学用品販売を始める
- 1957年 - 「主婦の店 高木商店」を開始
- 1962年 - 市内江良町に食料品小売業マルイチストアを開店し、青果卸売りと併営
- 1967年 - 現住所に新店舗を建築し、江良店として発足
- 不明 - 資本金200万円をもって株式会社高木商店を設立小売、卸売とも併合
- 1973年 - 延岡市松原町にマルイチストア一ヶ岡店を開店
- 1974年 - 日向市財光寺に店舗を借り受け、マルイチストア西財光寺店を開店
- 1980年 - 西財光寺店を閉店し、財光寺店を新装開店
- 1983年 - 延岡市北小路に、恒富店を開店資本金1000万円に増資
- 1984年 - オール日本スーパーマーケット協会に加盟
- 1988年 - 江良店を改築し、売り場面積825m²にて新装開店
- 1989年 - 資本金を5000万円に増資
- 1991年 - 延岡市大貫町に、大貫店を開店（売場面積980m²）
- 1992年 - 東臼杵郡門川町にマルイチプロセスセンターを開設
- 1994年 - 日向市大王町に、マルマート大王店を開店 （売場面積1420m²）
- 1995年 - 延岡市大門町に、第8店目の大門店を開店（売場面積1498m²）
- 2000年 - マルマート大王店をマルイチ大王店に店名変更し、店内一部改装してリニューアルオープン
- 2003年 - 大貫店 全面改装オープン
- 2004年 - 財光寺ショピングセンターオープン
- 2010年 - マルイチネットスーパーオープン
- 不明 - 宮崎市丸山店オープン
- 2012年
  - 10月 - 本郷店リニューアルオープン
  - 11月 - 大王店リニューアルオープン
- 2013年1月 - マルイチネットスーパーリニューアルオープン
- 2015年11月 - マルイチデーリーフーズを吸収し日向市にマルイチ惣菜センター建設・稼働
- 2017年12月 - マルイチ財光寺店増床部分にセリア出店
- 2021年7月 - 一の宮店オープン

## 運営店舗
- マルイチ
宮崎県日向市に3店舗、延岡市に3店舗、宮崎市に3店舗　合計9店舗を宮崎県内に展開。
各店共通ポイントカード、マルイチＥｄｙカードあり。全店舗クレジットカードの利用も可能。